# ÖStB Poprad
Az ÖStB POPRAD egy Engerth-rendszerű, ún. támasztószerkocsis gőzmozdony volt az osztrák-magyar k.k. Östliche Staatsbahnnál (ÖStB). A típusból más vasúttársaságok is vásároltak.
A mozdony 1854-ben az ÖStB-nek szállította a WRB, bár először GRÜNBACH-ként a k.k. Südliche Staatsbahnnak volt tervezve. Az ÖStB-nél a POPRAD nevet kapta.
Közvetlenül a POPRAD elkészülte után, de már 1855-ben a WRB egy ugyanilyen mozdonyt szállított a Lombardisch-venetianische Eisenbahnen-nek (LVStB) CHIESE néven.
1855-ben szállították az SSTB-nek az elhalasztott GRÜNBACH nevű mozdonyt és ugyanabban az évben azonos építésű CONEGLIANO-t is.
A mozdonyok az a SStB 1858 évi eladását követően a Déli Vasúthoz kerültek, ahol a 28 sorozatba (1864-től 24 sorozat) osztották be. 1862–ben szintén ide sorolták be a CHIESE-t, amikor a lombardiai hálózatot is megvásárolta a Déli Vasút. A három gép az 590 – 592 pályaszámokat kapta. A mozdonyokat 1869-ben (Grünbach) és 1874-ben selejtezték.
Öt további mozdony átépült a sorozatból 1855-ben WISŁA, SOLA, WISŁOKA, SAN és DUNAJEC néven a k.k. Östlichen Staatsbahn (ÖStB) részére. Ezek a POPRAD-al együtt a vasút reprivatizációjával a Galizische Carl Ludwig-Bahn-hoz (CLB) kerültek, ahol 1861 és 1864 között selejtezték őket.
További öt (látszólag azonos) mozdony épült a Buschtěhrader Eisenbahn (BEB) részére is. Az első négyet a WRB 1855-ben szállította (BUŠTEHRAD-CARL EGON); az ötödiket (KRALUP) 1861 elején. A BEB-nél 101-105 pályaszámokat kaptak.
A 103 pályaszámú mozdonyt megőrizték, a prágai Nemzeti Műszaki Múzeumban látható.

## Fordítás
- Ez a szócikk részben vagy egészben  az   ÖStB – Poprad című német Wikipédia-szócikk fordításán alapul.  Az eredeti cikk szerkesztőit annak laptörténete sorolja fel. Ez a jelzés csupán a megfogalmazás eredetét és a szerzői jogokat jelzi, nem szolgál a cikkben szereplő információk forrásmegjelöléseként. - Az eredeti szócikk forrásai szintén ott találhatóak.